# Enchilada

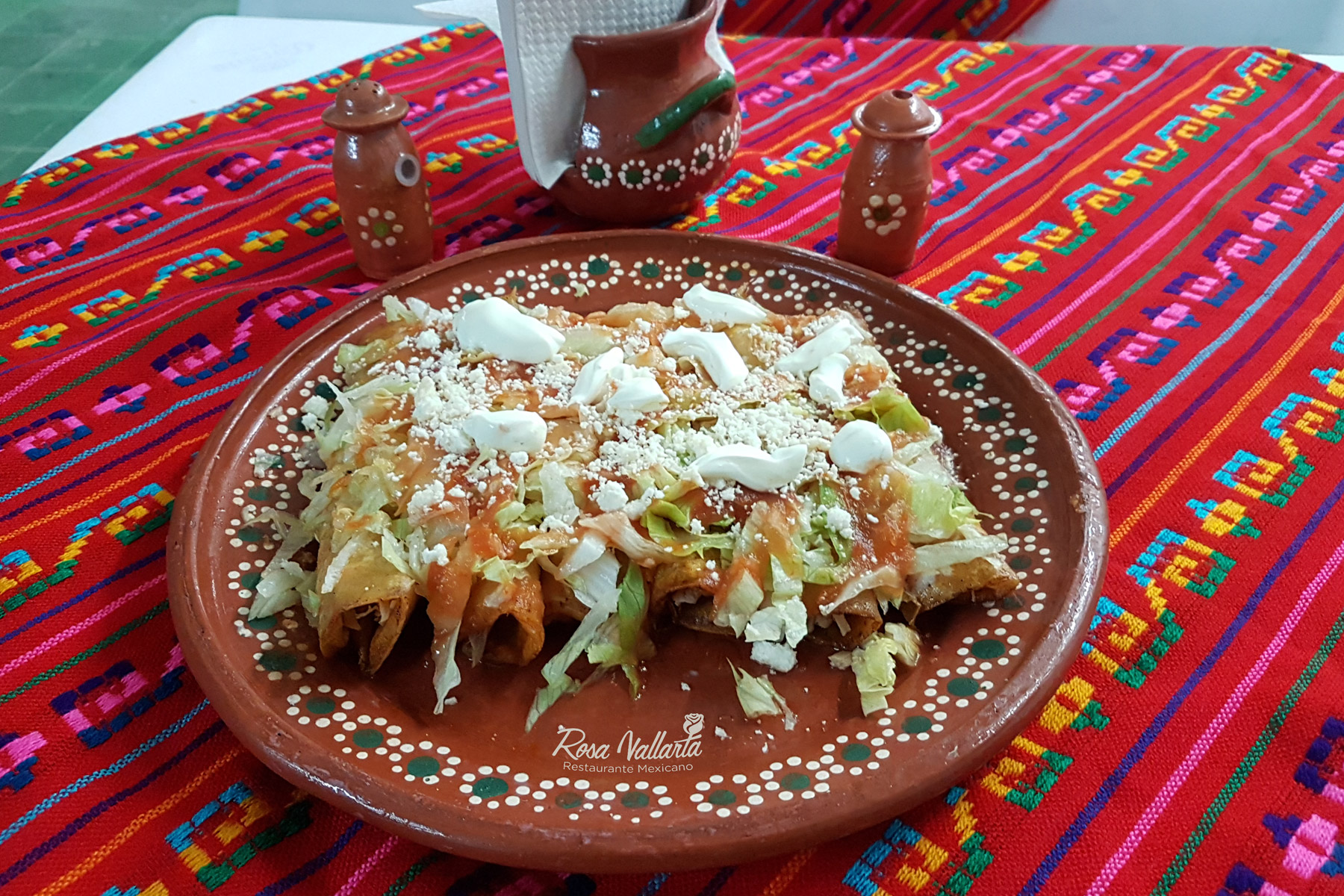
Enchiladas rojas con chile guajillo.

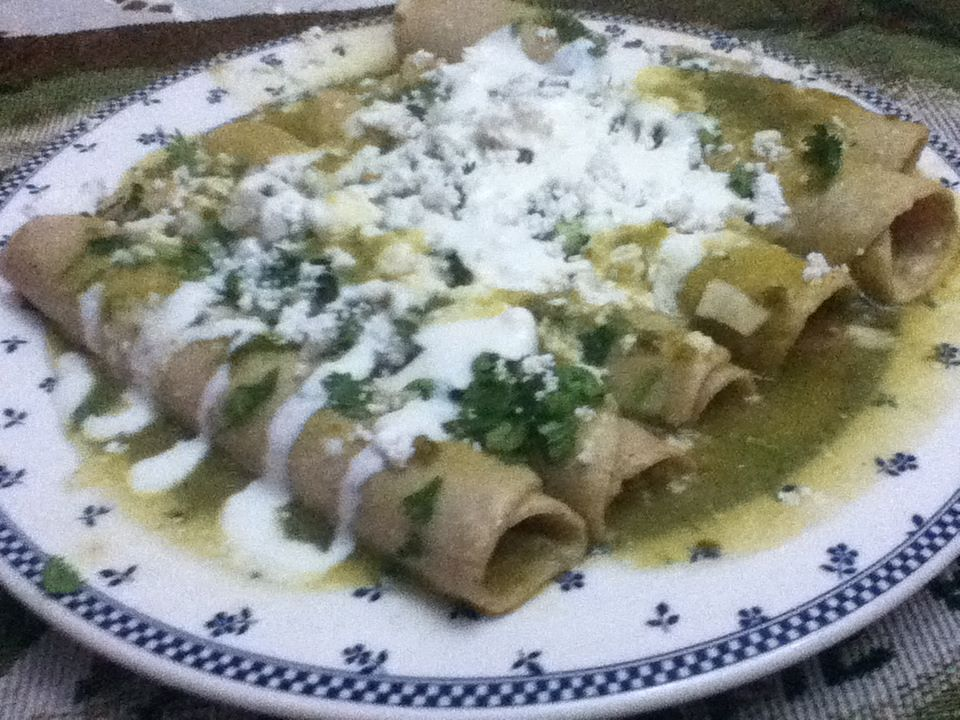
Enchiladas verdes, variante donde las tortillas van bañadas con salsa verde.

Las enchiladas son un platillo típico de la gastronomía mexicana elaboradas con tortillas de maíz enrolladas o dobladas y bañadas en alguna salsa picante. Se trata de uno de los platillos más populares de México y presentan gran diversidad en las distintas gastronomías regionales del país. Dependiendo del estilo, la enchilada puede ir acompañada o rellena de carnes —pollo, res, pavo— queso o verdura cocida; además, usualmente se acompaña de alguna guarnición adicional, que generalmente consiste en cebolla fresca picada o en rodajas, lechuga, crema y/o queso fresco.

## Historia
Cuando Bernal Díaz del Castillo entró en la capital azteca, Tenochtitlán, el 8 de noviembre de 1519, relató a detalle su experiencia gastronómica en la región. Aparte de haber una gran variedad de platos, cada uno de ellos con un ingredientes distinto, al cronista español le interesó mucho unas tortillas enrolladas que sirvieron algunos aztecas, así lo narró:
Dos jóvenes de gran belleza trajeron las tortillas monarca, blancas como la nieve, cocidas con huevos y otros ingredientes nutritivos, en platos cubiertos con servilletas limpias.

Historia verdadera de la conquista de la Nueva España
El Códice Florentino menciona la palabra chillapitzalli, la cual hace referencia a chilli, es decir, chile y tlapitzali, que significa flauta.Ya en el período preclásico (c.2000-250 a. C.), se sabe que los mayas de la península de Yucatán sumergían tortillas de maíz en semillas de calabaza, las enrollaban alrededor de un huevo duro picado y luego las cubrían con una rica salsa de tomate.
La primera documentación escrita que habla explícitamente de las enchiladas resulta ser también el primer libro de cocina publicado en México, El cocinero mexicano. Este fue producido en 1831.

## Variedades
- Enchiladas verdes: acompañadas con una salsa picante de tomatillo o tomate verde, son la variedad típica del centro del país.[6]
- Enchiladas rojas: la base de su salsa puede ser el (ji)tomate (aunque a éstas se les llama enjitomatadas) o chiles secos (chile guajillo) que le den el color rojo.[7]
- Enchiladas michoacanas: originales de Michoacán, se acompañan de pollo y papas cortadas en cubos fritas en el mole. Se rellenan con tomate, cebolla en vinagre y orégano, cubren con repollo, se les agrega una salsa de (ji)tomate y se les agrega queso Cotija seco espolvoreado.

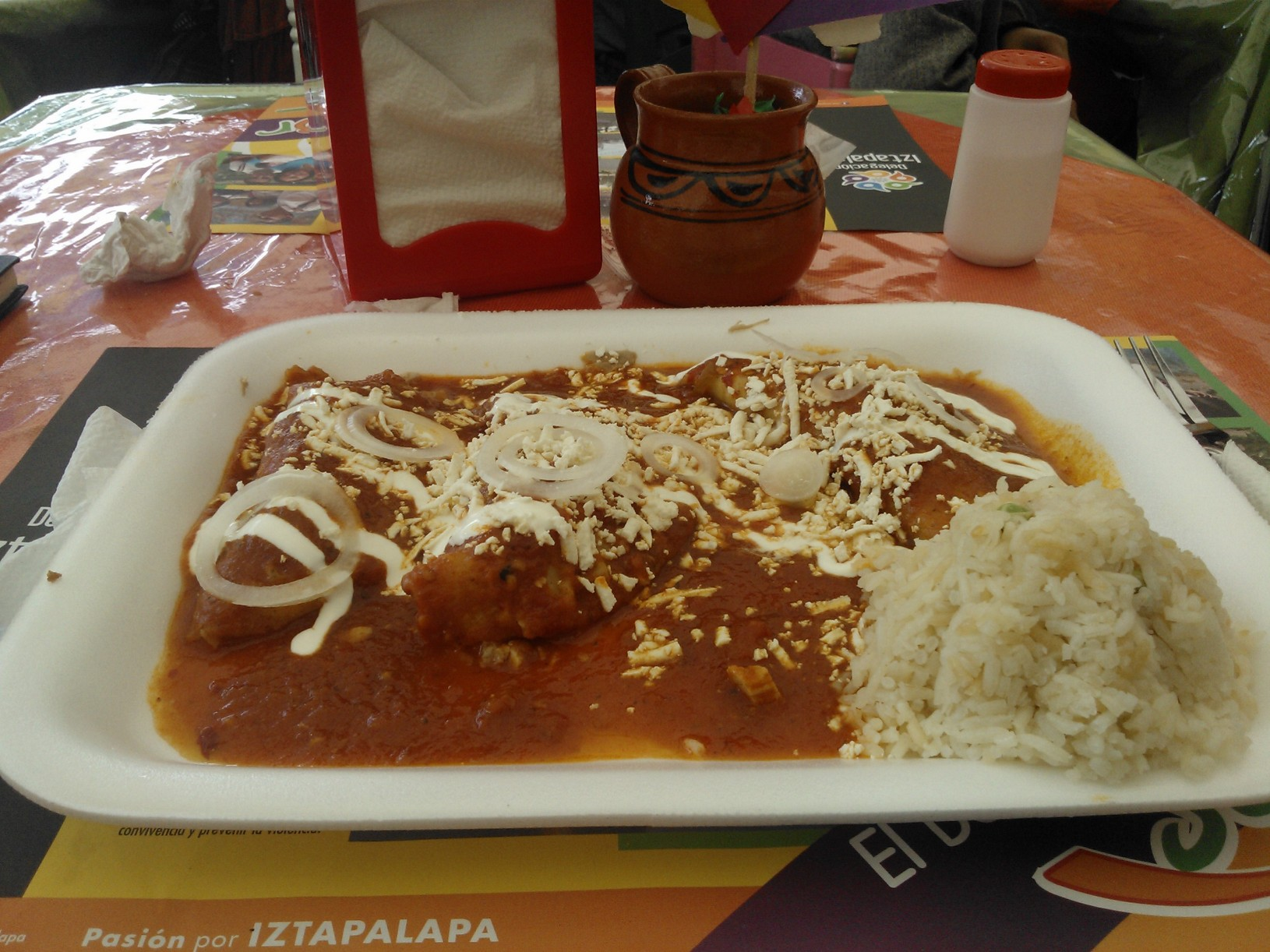
Enchiladas rojas de chile guajillo

- Enchiladas suizas: preparadas con una salsa verde con base en una crema de leche y cubiertas de queso gratinado, en vez del queso fresco más usual en otro tipo de enchiladas. En algunos restaurantes se suelen preparar con salsa roja no-picante, usando jitomate en su preparación.[8]
- Enchiladas huastecas: tortillas de maíz recién hechas, bañadas en salsa roja o verde, espolvoreadas con queso de aro y adornadas con rajas de aguacate; se acompañan con una sábana de cecina (carne de res) y una guarnición de frijoles refritos negros o bayos.
- Enchiladas de mole o enmoladas: cubiertas de mole poblano y ocasionalmente aderezadas con ajonjolí.[9]
- Enchiladas de chilorio: que son de carne de puerco.
- Enchiladas regiomontanas: originales de Monterrey, Nuevo León, son rellenas de queso fresco o norteño, fritas levemente en aceite y bañadas con salsa de chile ancho, se sirve con papas fritas y lechuga y tomate fresco como ensalada.

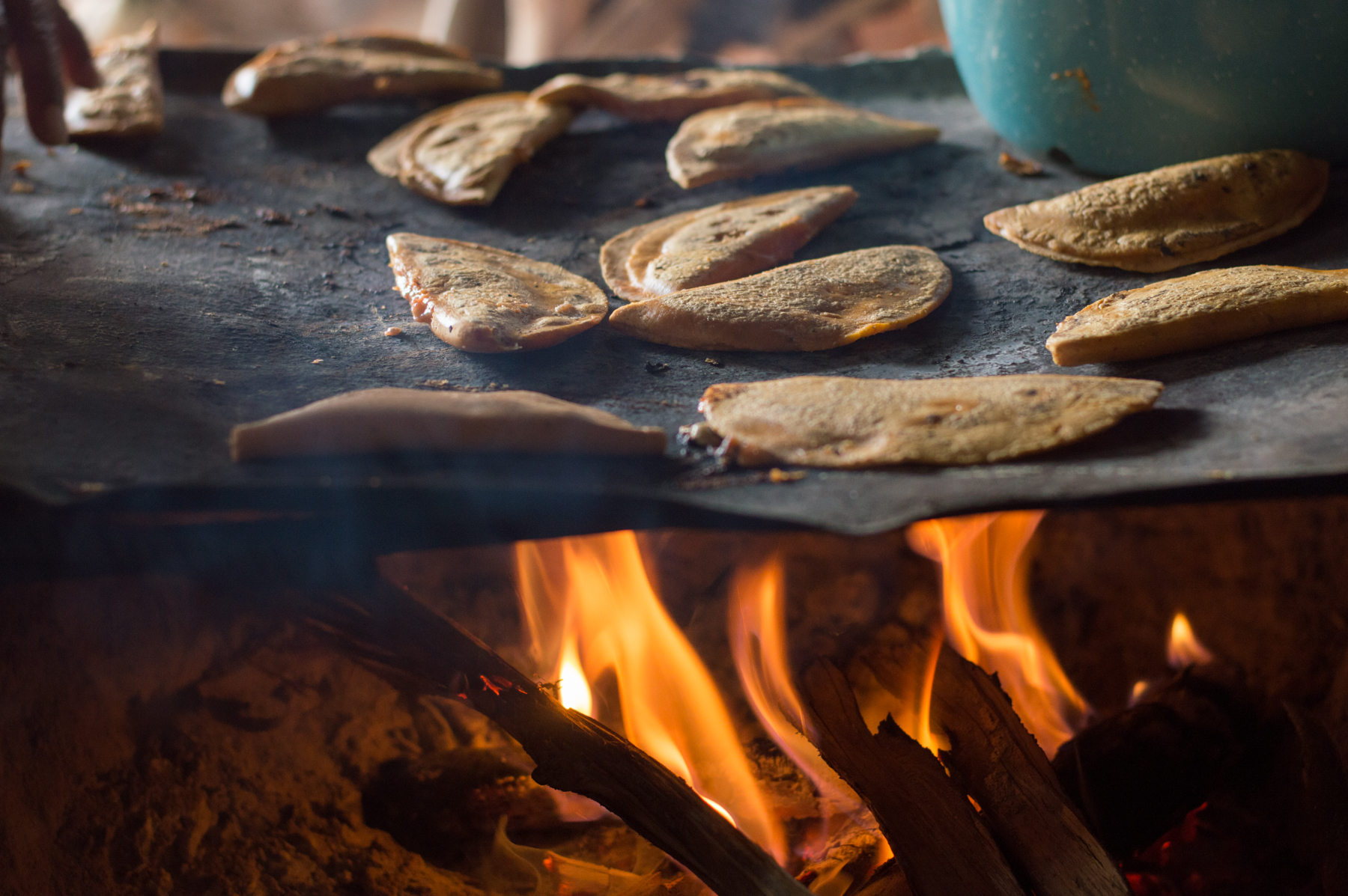
Enchiladas potosinas

- Enchiladas potosinas: originales del municipio de Soledad de Graciano Sánchez, San Luis Potosí. Para su elaboración se le agrega chile al nixtamal para obtener su característico color rojo; hechas con tortillas pequeñas, rellenas de queso y salsa picante, acompañado de frijoles, aguacate y crema.[10]
- Enchiladas queretanas: originales de Querétaro. Están hechas con tortillas bañadas en salsa roja, rellenas de pollo y tienen papa y zanahoria cortada en cubos y frita.

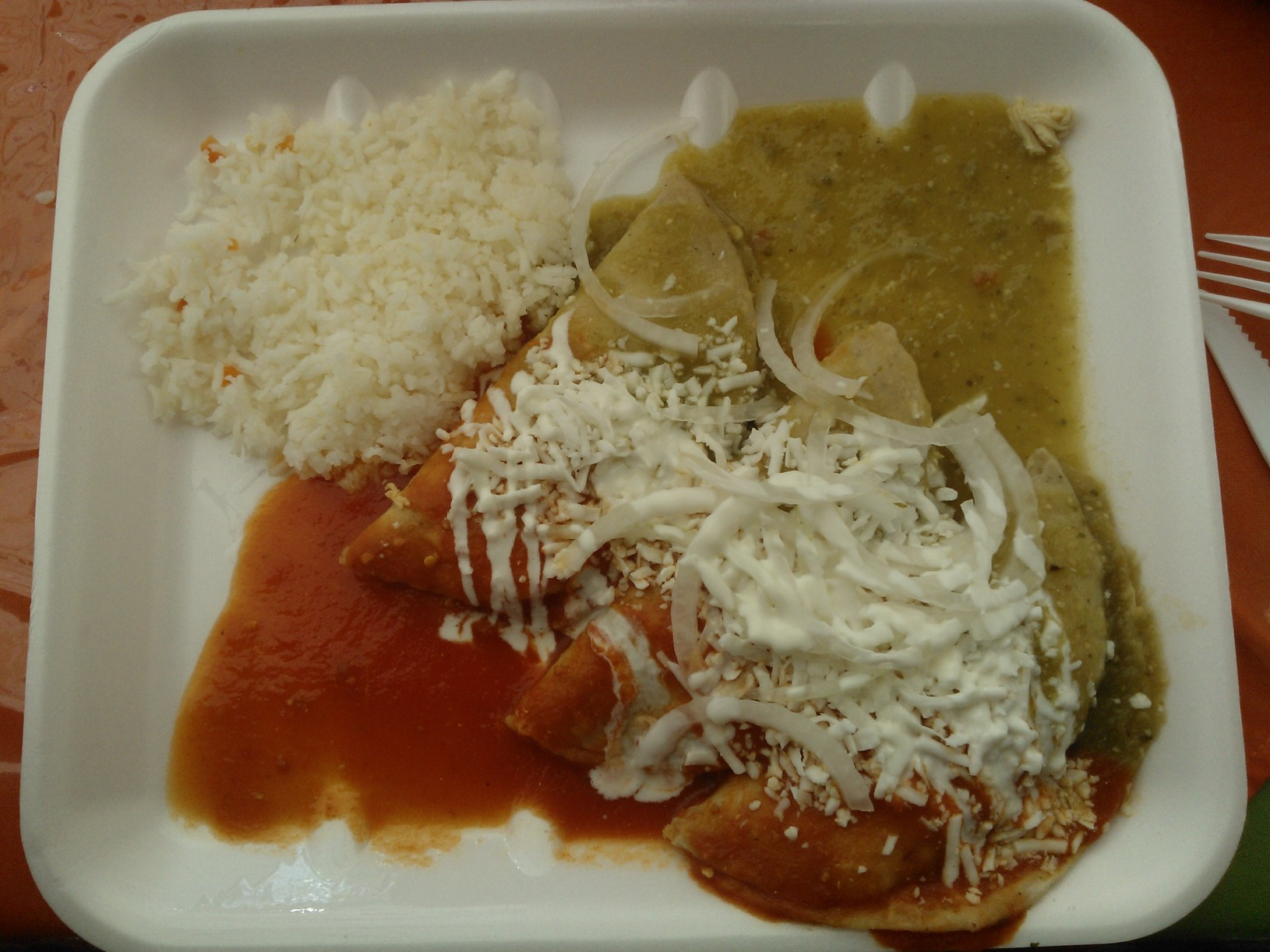
Festival de la Enchilada de Iztapalapa.

- Enchiladas mexicanas: preparadas con salsa verde, crema y salsa roja, en orden de los colores de la bandera de México.
- Enchiladas norteñas: la base de la salsa es tomate y chile chipotle, con queso gratinado y generalmente rellenas de pollo o papa.
- Enchiladas del suelo:  es una variedad en la cual la tortilla no se fríe, se pasa por una sala roja picante y espesa, y después se pone un poco en el asador, se rellena de papa con queso de cuaje y crema al gusto, son más bien secas. Originales de Sinaloa.
- Enchiladas  de mole rojo: en el estado de Oaxaca, son una mezcla de salsa de color naranja y a este se le llama mole rojo, se dora la tortilla se le coloca pollo en el centro de la tortilla y se sumerge durante uno o dos minutos se les pone queso, crema y cebolla en rodajas finas.
- Enfrijoladas: bañadas en una salsa de frijoles, en lugar de salsa picante.
- Encremadas: cualquier tipo de relleno y se bañan en salsa de crema.
- Enchiladas dulces: originales de Colima, tienen un sabor dulce ya que al mole se le agrega piloncillo y pasas.
- Enchiladas chicanas (o gringas): originales del suroeste de los Estados Unidos. Se cubren las tortillas de mole (salsa) rojo, se les agrega carne de pollo o res, se enrollan, se cubren de queso cheddar, olivas negras picadas (entre otros ingredientes nunca usados en México), y finalmente se hornean.

## Enchiladas en otros países y gastronomías
- Enchiladas guatemaltecas:  Hechas con tortilla frita de maíz, llevando encima lechuga, un curtido de remolacha y repollo, carne de res picada, huevo duro en rodajas y queso.
- Enchiladas hondureñas:  Hechas a base de una tortilla frita de masa de maíz condimentado, carne picada guisada, repollo lavado con agua hirviendo seguidamente picado y curado en salmuera de agua fría con sal y limón o vinagre, salsa de tomate con trocitos de tomate y condimentos, y queso espolvoreado encima.
- Enchiladas nicaragüenses:  enchiladas hechas a base de tortillas de maíz grandes, arroz, harina y vegetales.
- Enchiladas costarricenses: estas corresponde a un bocadillo salado hecho a base de harina de trigo que intercambia la tortilla de maíz tradicional, por pasta de hojaldre, y el relleno aderezado con salsa picante puede ser de papa con carne molida, carne mechada o pollo.